# Luiz Renato Viana da Silva
Luiz Renato Viana da Silva (født 10. januar 1982) er en tidligere brasiliansk fodboldspiller.
Han har spillet for flere forskellige klubber i sin karriere, herunder Kawasaki Frontale.